# Tin Star
Tin Star ist eine Fernsehserie des britischen Senders Sky Atlantic, welche als britische Serie in Kanada produziert wird.
Im deutschsprachigen Raum ist die Serie seit 6. November 2017 bei der lokalen Version des ausstrahlenden Senders, Sky Atlantic HD zu sehen.
Die Serie wurde um eine zweite Staffel verlängert. Diese wurde in der Zeit vom 24. Januar bis zum 21. März 2019 veröffentlicht. Eine dritte und letzte Staffel wird seit 4. Februar 2021 in Deutschland ausgestrahlt.

## Inhalt
Der ehemalige Londoner Undercover-Polizeidetektiv Jim Worth ist der neue Polizeichef von Little Big Bear, einer kleinen Stadt am Rande der kanadischen Rocky Mountains, wo er mit seiner vierköpfigen Familie hingezogen ist, um seiner gewalttätigen Vergangenheit zu entkommen. Aber dank des Sicherheitschefs von North Stream Oil, der Ölfirma, die die Stadt beherrscht, holt Worths Vergangenheit ihn ein, sodass er und seine Frau Angela Jims gewalttätiges, alkoholabhängiges Alter Ego Jack Devlin hervorbeschwören, ein Produkt seiner multiplen Persönlichkeitsstörung, um gegen die zu kämpfen, die ihre Familie angreifen.

## Besetzung und Synchronisation
Die deutschsprachige Synchronisation der Serie erfolgt durch die Interopa Film, Berlin unter Dialogbuch und Dialogregie von Christian Schneider.
| Rollenname               | Schauspieler          | Folgen    | Synchronsprecher     |
| ------------------------ | --------------------- | --------- | -------------------- |
| Chief Jim Worth          | Tim Roth              | 1.01–     | Patrick Winczewski   |
| Angela Worth             | Genevieve O’Reilly    | 1.01–     | Christin Marquitan   |
| Anna Worth               | Abigail Lawrie        | 1.01–     | Giovanna Winterfeldt |
| Elizabeth Bradshaw       | Christina Hendricks   | 1.01–2.07 | Debora Weigert       |
| Whitey Brown             | Oliver Coopersmith    | 1.01–2.07 |                      |
| Constable Denise Minahik | Sarah Podemski        | 1.01–2.08 |                      |
| Frank Jackson            | Ian Puleston-Davies   | 1.02–2.07 |                      |
| Constable Nick McGillen  | Ryan Kennedy          | 1.01–2.06 |                      |
| Randy Harrison           | Lynda Boyd            | 1.01–2.04 |                      |
| Louis Gagnon             | Christopher Heyerdahl | 1.01–1.09 |                      |
| Rosa Nickel              | Jenessa Grant         | 2.01–2.08 |                      |
| Sarah Nickel             | Anamaria Marinca      | 2.01–     |                      |
| Thomas Nickel            | Brenden Sunderland    | 2.02–     |                      |
| Johan Nickel             | John Lynch            | 2.02–     |                      |
| Jaclyn Letendre          | Michelle Thrush       | 1.04–2.04 |                      |
| Father Gregoire          | Kevin Hanchard        | 1.01–1.04 |                      |

## Episoden
Staffel 1
| Nr. (ges.) | Nr. (St.) | Deutscher Titel        | Originaltitel        | Erstausstrahlung Großbritannien | Deutschsprachige Erstausstrahlung (Sky Atlantic HD) | Regie           | Drehbuch                                     |
| ---------- | --------- | ---------------------- | -------------------- | ------------------------------- | --------------------------------------------------- | --------------- | -------------------------------------------- |
| 1          | 1         | Gelächter und Gemetzel | Fun and (S)Laughter  | 7. Sept. 2017                   | 6. Nov. 2017                                        | Rowan Joffé     | Rowan Joffé                                  |
| 2          | 2         | Der Kleine             | The Kid              | 14. Sept. 2017                  | 6. Nov. 2017                                        | Marc Jobst      | Rowan Joffé                                  |
| 3          | 3         | Der Fremde             | Comfort of Strangers | 21. Sept. 2017                  | 13. Nov. 2017                                       | Alice Troughton | Rowan Joffé                                  |
| 4          | 4         | Jack                   | Jack                 | 28. Sept. 2017                  | 13. Nov. 2017                                       | Marc Jobst      | Rowan Joffé                                  |
| 5          | 5         | Der Köder              | Bait                 | 5. Okt. 2017                    | 20. Nov. 2017                                       | Alice Troughton | Tom Butterworth, Chris Hurford & Rowan Joffé |
| 6          | 6         | Kuckuck                | Cuckoo               | 12. Okt. 2017                   | 20. Nov. 2017                                       | Grant Harvey    | Rowan Joffé                                  |
| 7          | 7         | Enthüllungen           | Exposure             | 19. Okt. 2017                   | 27. Nov. 2017                                       | Gilles Bannier  | Tom Butterworth, Chris Hurford & Rowan Joffé |
| 8          | 8         | Dies sei der Vers      | This be the Verse    | 26. Okt. 2017                   | 27. Nov. 2017                                       | Grant Harvey    | Tom Butterworth, Chris Hurford & Rowan Joffé |
| 9          | 9         | Glückskind             | Fortunate Boy        | 3. Nov. 2017                    | 4. Dez. 2017                                        | Craig Viveiros  | Rowan Joffé                                  |
| 10         | 10        | Vergeltung             | My Love is Vengeance | 10. Nov. 2017                   | 4. Dez. 2017                                        | Gilles Bannier  | Rowan Joffé                                  |

Staffel 2
| Nr. (ges.) | Nr. (St.) | Deutscher Titel        | Originaltitel                              | Erstausstrahlung Großbritannien | Regie           | Drehbuch                      |
| ---------- | --------- | ---------------------- | ------------------------------------------ | ------------------------------- | --------------- | ----------------------------- |
| 11         | 1         | Blutiger Schnee        | Prairie Gothic                             | 24. Jan. 2019                   | Gilles Bannier  | Rowan Joffé                   |
| 12         | 2         | Etwas Böses naht       | Something Wicked This Way Comes            | 24. Jan. 2019                   | Gilles Bannier  | Rowan Joffé                   |
| 13         | 3         | Die Wege des Herrn     | Resist Not Evil                            | 31. Jan. 2019                   | Chris Baugh     | Rowan Joffé                   |
| 14         | 4         | Krumme Geschäfte       | Consequences (Elizabeth and Johan’s Story) | 7. Feb. 2019                    | Jim Loach       | Rowan Joffé                   |
| 15         | 5         | Jackpot                | Jack and Coke (Jack and Angela’s Story)    | 14. Feb. 2019                   | Jim Loach       | Thomas Martin                 |
| 16         | 6         | Lügen                  | The Bagman Cometh                          | 21. Feb. 2019                   | Chris Baugh     | Rowan Joffé                   |
| 17         | 7         | Liverpool              | Age of Anxiety                             | 28. Feb. 2019                   | Sue Tully       | Rowan Joffé                   |
| 18         | 8         | Die Ruhe vor dem Sturm | Subterranean Fire                          | 7. März 2019                    | Sue Tully       | Rowan Joffé                   |
| 19         | 9         | Wildblumen             | Wild Flower                                | 14. März 2019                   | Justin Chadwick | Nathaniel Price               |
| 20         | 10        | Auge um Auge           | The Unseen                                 | 21. März 2019                   | Justin Chadwick | Rowan Joffé & Nathaniel Price |

Staffel 3
| Nr. (ges.) | Nr. (St.) | Deutscher Titel | Originaltitel     | Erstausstrahlung Großbritannien | Regie            | Drehbuch          |
| ---------- | --------- | --------------- | ----------------- | ------------------------------- | ---------------- | ----------------- |
| 21         | 1         | Alte Bekannte   | Homecoming        | 10. Dez. 2020                   | Justin Chadwick  | Rowan Joffé       |
| 22         | 2         | Bingo           | Commitment        | 10. Dez. 2020                   | Patrick Harkins  | Vanessa Alexander |
| 23         | 3         | Getrennte Wege  | Loves Young Dream | 17. Dez. 2020                   | Stewart Svaasand | Alexander Stewart |
| 24         | 4         | Hausbesuch      | Collateral        | 17. Dez. 2020                   | Stewart Svaasand | Robert Fraser     |
| 25         | 5         | All Roads ...   | Das Wiedersehen   | 24. Dez. 2020                   | Paulette Randall | Nathaniel Price   |
| 26         | 6         | Showdown        | Come to the Edge  | 24. Dez. 2020                   | Alice Troughton  | Rowan Joffé       |